# Schneewittchen (Musikduo)

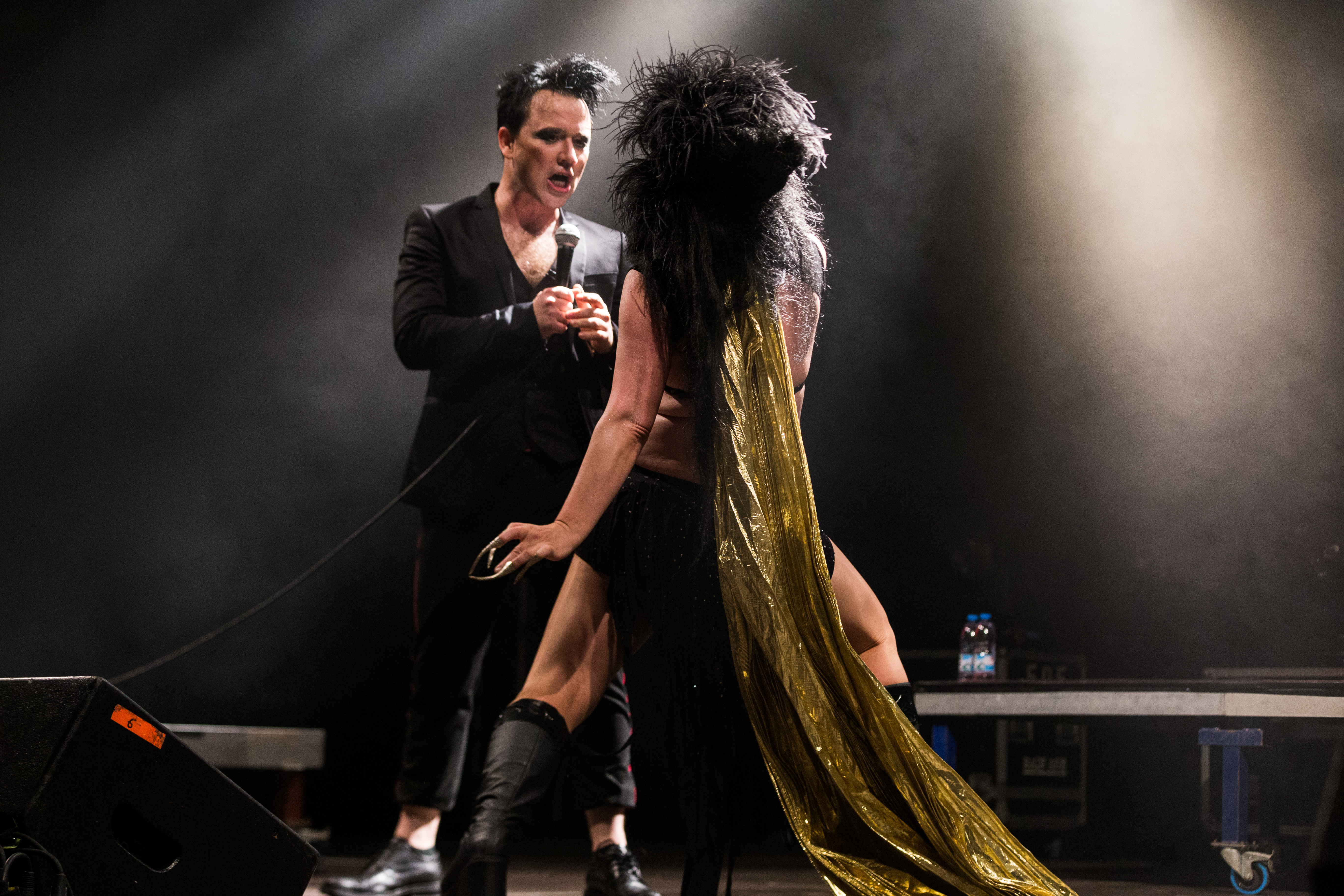
Schneewittchen beim Wave-Gotik-Treffen 2017 in Leipzig

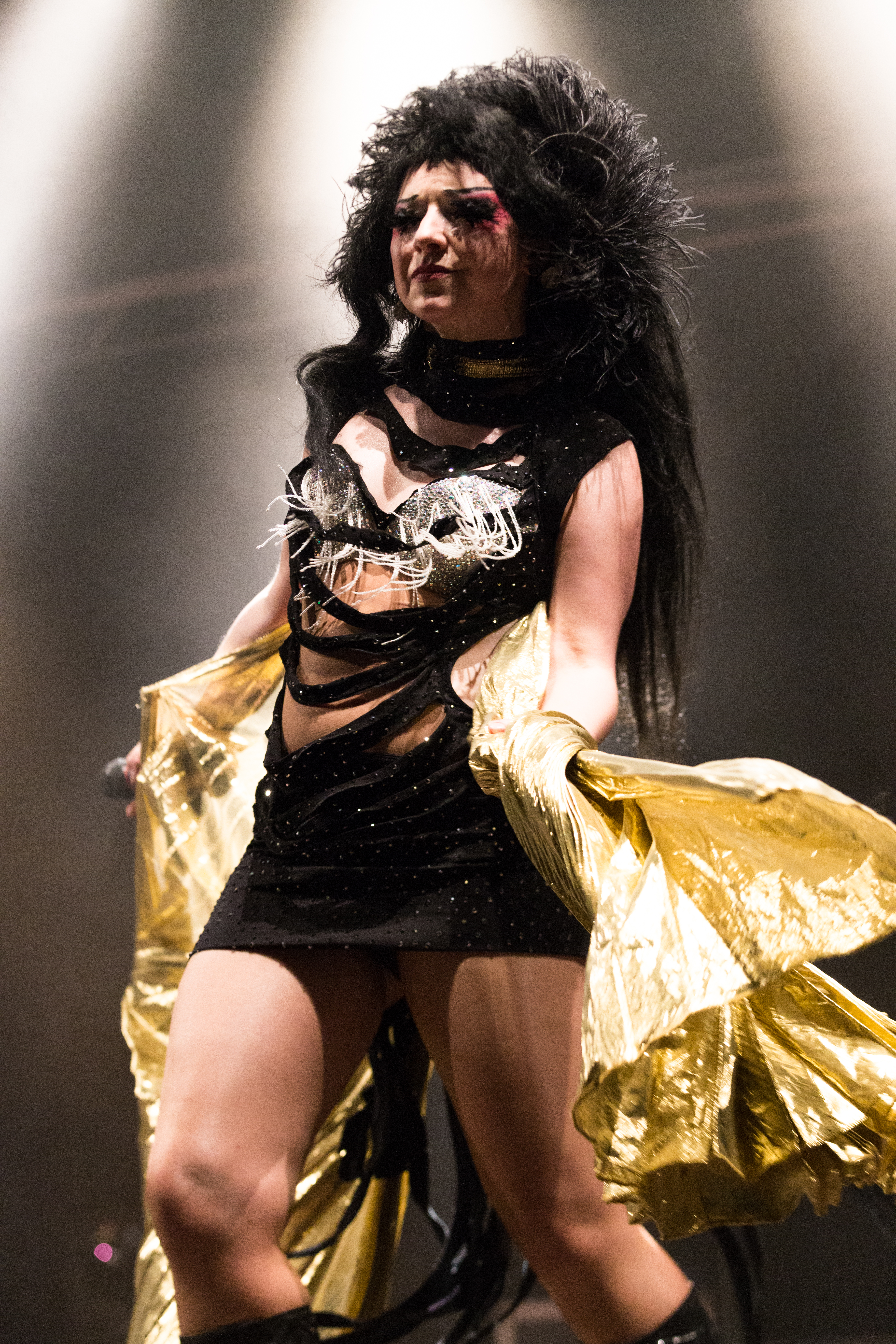
Marianne Iser beim Wave-Gotik-Treffen 2017

Schneewittchen ist ein Musikduo aus Hannover, welches aus der Sängerin und Songwriterin Marianne Iser und dem Musiker Thomas Duda besteht. Gegründet 1995 in Hildesheim, traten sie zunächst als Marianne Iser & Thomas Duda auf, erst später nannten sie sich Schneewittchen. Der Name geht auf einen Vergleich der Frankfurter Allgemeinen Zeitung vom 3. März 2000 zurück, in deren Feuilleton Marianne Iser als ein böses, schrilles „Schneewittchen“ bezeichnet wurde. Ähnlich wie bei den frühen Werken des Popduos Rosenstolz sind die auf Deutsch gesungenen Lieder stilistisch zwischen Pop, Chanson und Rock angesiedelt. Ihre Konzerte sind nach eigenen Aussagen sehr polarisierend.

## Diskografie
- 1998 Album: Töte mich ganz (als Marianne Iser und Thomas Duda)
- 2000 Album: Vor uns die Nacht (als Marianne Iser und Thomas Duda)
- 2003 Album: Schneewittchen
- 2006 Album: Keine Schmerzen
- 2008 Album: Perlen vor die Säue
- 2011/12 EP: Ja, ich will!
- 2012 Album: Keine Sekunde Schweigen
- 2015 Album: Für die Liebe sterben

## Videos (CD/DVD/VHS)

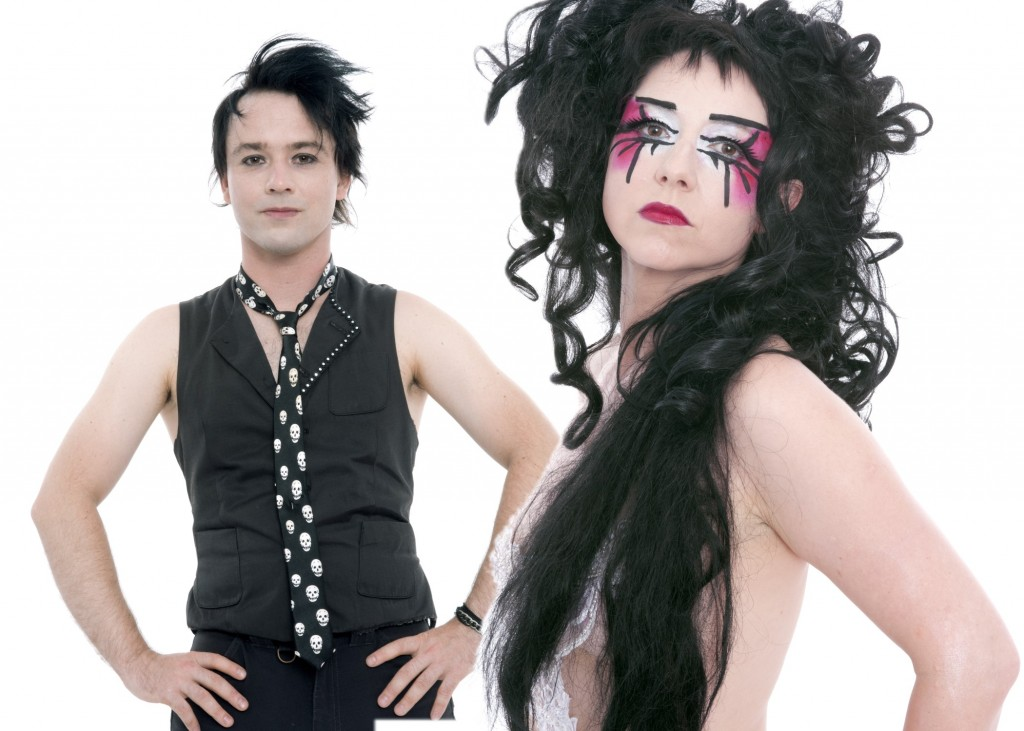
Das Musikduo Schneewittchen, Marianne Iser und Thomas Duda

Die Schneewittchen-Alben enthalten neben dem Musikteil auch Videomaterial. Folgende Videos wurden von Schneewittchen produziert und veröffentlicht:
- Sonnenuntergang
- Rosengarten
- Leere weiße Wände
- Destruktiv
- Keine Schmerzen (Linden Love)
- Ich war in Gold
- Ohne Liebe
- Der Tod hat sich verliebt
- Keine Sekunde Schweigen (Regie Nils Loof)
- Wolfsmutter
- Mein Supermann
- Mama to Doli
- Flieg Milan, flieg... (Räderwerk GmbH Hannover)
- Auf den vierten Blick (Räderwerk GmbH Hannover)

## Preise
- 1998 Hamburg: Stimmtreff, Beste Nachwuchskünstler
- 1999 Frankfurt/Main: Zarah 99, Bester Act: Neues Deutsches Chanson 99
- 1999 Frankfurt/Main: Innovationspreis für einzigartige und neue Ansätze in der deutschen Musikszene
- 2001 Hannover: Niedersächsischer Kleinkunstpreis
- 2003 Pfungstadt: Pfungstädter Knopf, verliehen für herausragende deutschsprachige Autoren

## Ballett Magdeburg
2007 traten Schneewittchen mit dem Ballett Magdeburg mit der Choreographie zum gleichnamigen Album "Keine Schmerzen" im Theater Magdeburg auf. Die Premiere des Stücks fand am 27. Januar 2007 im Opernhaus Magdeburg statt. Die letzte Aufführung fand im Rahmen des Tanzfestes Magdeburg im Jahr 2008 statt. Im Rahmen dieses Balletts wurde das Video zum Titel "Leere weiße Wände" produziert.
- Live-Musik: Schneewittchen
- Choreografie: Gonzalo Galguera
- Bühne: Iris Kraft
- Kostüme: Frank Lichtenberg

## RED – Die Farbe der Liebe
Seit Ende 2010 bis zum 30. Oktober 2011 sind Schneewittchen Teil der Varieté-Show RED, welche durch das GOP Varieté Theater in Zusammenarbeit mit verschiedenen Künstlern veranstaltet wird.
- Regie: Ulrich Thon
- Choreografien: Anett Simmen

## Soziales Engagement
Seit 2008 engagiert sich Schneewittchen mit einem jährlichen Konzert in der Marienkirche Dessau für den Erhalt und Wiederaufbau der Wallwitzburg im Landschaftspark Georgengarten in Dessau-Roßlau. Die Erlöse der Konzerte wurden dem Verein Wallwitzburg Dessau e.V. gestiftet, welcher sich um die Rekonstruktion der Wallwitzburg bemüht.

## BKA-Theater Berlin
Am 24. Dezember 2004 sollte Schneewittchen als Gast in der Weihnachtsshow der Polit- und Kabarett-Tunte Ovo Maltine auftreten. Durch das Fortschreiten der Krebserkrankung des Gastgebers konnte die Show nicht stattfinden, so dass Schneewittchen die gesamte Abendgestaltung unter dem Namen "Schwarze Weihnacht" übernahmen. Für den erkrankten Gastgeber sang Marianne Iser zum Ende der Show das Ave Maria. Ovo Maltine verstarb wenige Zeit später im Krankenhaus.

## Produktpräsentation
Mit Unterstützung des Räderwerks Hannover hat Schneewittchen im Jahr 2008 ein Musikvideo produziert, welches das Velomobil Milan vorstellt und gleichzeitig für die Band typische Märchenanspielungen enthält. Marianne Iser als Schneewittchen tanzt um das Velomobil Milan, bis der schwarze Mann kommt, ihr den Milan stiehlt und davonfährt. 2013 wurde ein weiteres Video erstellt, in dem Velomobile eine Hauptrolle spielen. Zusätzlich zu zwei Milanen taucht hier auch ein Duo-Quest auf.